# Augustine Kandathil
Augustine Kandathil (1874 - 1956) là một Giám mục người Ấn Độ của Giáo hội Công giáo nghi lễ Syro-Malabar, trực thuộc Giáo hội Công giáo Rôma. Ông nguyên là Tổng giám mục chính tòa Tổng giáo phận Ernakulam, nghi lễ Syro-Malabar. Trước đó, ông có quá trình thăng tiến tại Hạt Đại diện Tông Tòa Ernakulam, nghi lễ Syro-Malabar qua các chức Phó Đại diện Tông Tòa [1911 - 1919] và Đại diện Tông Tòa [1919 - 1923].

## Tiểu sử
Tổng giám mục Augustine Kandathil sinh ngày 25 tháng 8 năm 1874 tại Chempu, thuộc Ấn Độ. Sau quá trình tu học dài hạn tịa các cơ sở chủng viện theo quy định của Giáo luật, ngày 21 tháng 12 năm 1901, Phó tế Kandathil, 27 tuổi, tiến đến việc được truyền chức linh mục. Tân linh mục cũng là thành viên linh mục đoàn Hạt Đại diện Tông Tòa Ernakulam, nghi lễ Syro-Malabar.
Sau gần 10 năm thực hiện cac 1nghi lễ tôn giáo, với vai trò là một linh mục, ngày 29 tah1ng 8 năm 1911, tin tức từ Tòa Thánh loan báo đã tuyển chọn linh mục Augustine Kandathil, 37 tuổi, gia nhập Giám mục đoàn Công giáo Hoàn vũ với vai trò được trao phó là Phó Đại diện Tông Tòa Hạt Đại diện Tông Tòa Ernakulam, nghi lễ Syro-Malabar, đi kèm với danh hiệu Giám mục Hiệu tòa Arad. Lễ tấn phong cho vị giám mục tân cử được tổ chức sau đó vào ngày 3 tháng 12 cùng năm, với phần nghi thức truyền chức cử hành cách trọng thể bởi 3 giáo sĩ cấp cao. Chủ phong cho tân giám mục là Tổng giám mục Wladyslaw Michal Zaleski, Sứ thần Tòa Thánh tại Ấn Độ. Hai vị còn lại, với vai trò phụ phong, gồm có Giám mục Joseph van Reeth, S.J., Giám mục chính tòa Giáo phận Galle, nghi lễ Latinh-Rôma và Giám mục Aloysius Pareparambil, Đại diện Tông Tòa Hạt Đại diện Tông Tòa Ernakulam, nghi lễ Syro-Malabar.
Tám năm sau khi được chọn làm Phó Đại diện Tông Tòa, gáim mục Kandathil chính thức kế nhiệm chức danh Đại diện Tông Tòa Hạt Đại diện Tông Tòa Ernakulam, nghi lễ Syro-Malabar. Thông tin trên được công bố vào ngày 8 tháng 12 năm 1919.
Bốn năm sau đó, Tòa Thánh thăng Hạt Đại diện Tông Tòa Ernakulam, nghi lễ Syro-Malabar. tah2nh Tổng giáo phận Ernakulam, nghi lễ Syro-Malabar. Đồng thời Tòa Thánh cũng tái xác nhận chọn Giám mục Augustine Kandathil coi sco1 cai quản giáo phận, với chức danh mới là Tổng giám mục chính tòa. Quyết định được loan báo rộng rãi từ Tòa Thánh ngày 21 tháng 10 năm 1923.
Ngày 10 tháng 1 năm 1956, Tổng giám mục Augustine Kandathil qua đời, hưởng thọ 82 tuổi.